# 弗莱尔 (索姆省)
弗莱尔（法語：Flers）是法国皮卡第大区索姆省的一个市镇，属于佩罗讷区孔布勒县。该市镇2009年时的人口为195人。

## 人口
弗莱尔人口变化图示
| 数据来源：INSEE |

## 地理位置
在地理位置上，索姆西是法国北部城市，也是索姆省省会，位于索姆河畔，南距巴黎116公里。临拉芒什海峡（即英吉利海峡），地处索姆河流域。从地形上看，该省以平原为主，局部略有起伏，发源于埃纳省的索姆河从东向西贯穿该省全境。